# 国际社会主义替代 (奥地利)
国际社会主义替代（德語：Internationale Socialistische Alternative，缩写为ISA）是奥地利的一个托洛茨基主义政党。该党成立于2000年，当时取名为社会主义左翼党，起源于1980年代在奥地利社会主义青年中出现的极左翼派别“社会主义攻势前进”。2022年，该党改用现名。该党的意识形态是社会主义、马克思主义、托洛茨基主义。该党的政治立场是极左翼。该党的领导人是Sonja Grusch。该党的总部位于维也纳。该党出版报纸《前进》。该党是国际社会主义替代的支部。